# Pardaliscella malygini
Pardaliscella malygini är en kräftdjursart. Pardaliscella malygini ingår i släktet Pardaliscella och familjen Pardaliscidae. Inga underarter finns listade i Catalogue of Life.